# Eduard Prosch (Intendant)
Eduard Heinrich Franz Albert Prosch (* 14. August 1804 in Ludwigslust; † 30. Januar 1878 in Breslau) war ein deutscher Verwaltungsjurist und Intendant der großherzoglichen Sammlungen in Mecklenburg-Schwerin.

## Leben
Eduard Prosch war ein Sohn des Sekretärs des Herzogs Friedrich Ludwig zu Mecklenburg [-Schwerin] und spätere Geheime Finanzrat Carl Prosch (1765–1844) aus dessen erste Ehe mit Carolina Sophia Wilhelmina, geb. Weiß. Sie starb mit 29 Jahren am 11. September 1805 in Ludwigslust.
Wie sein älterer Bruder Karl Prosch besuchte Eduard Prosch das Gymnasium zum Grauen Kloster in Berlin. Nach dem Abitur studierte er Rechtswissenschaft an der Georg-August-Universität Göttingen und der Ruprecht-Karls-Universität Heidelberg sowie Kunstgeschichte in Göttingen und Paris. 1826 wurde er in Heidelberg zum Dr. iur. promoviert. Nach Mecklenburg zurückgekehrt, wurde er 1827 Zweiter Sekretär, dann Kabinettssekretär und Vorstand des Kabinetts von Erbgroßherzog Paul Friedrich. Nach dessen Regierungsantritt 1837 wurde Prosch Hofrat, 1839 Wirklicher Kabinettssekretär, 1841 Kabinettsrat und 1849 Geheimer Kabinettsrat. 1842 übernahm er die Beaufsichtigung der künstlerischen Arbeiten am Schweriner Dom. Als 1845 wegen der Bauarbeiten am Schweriner Schloss die großherzogliche Sammlung ausgelagert werden musste, entschloss sich der Großherzog, sie zugleich öffentlich zugänglich zu machen. Die Einrichtung der Sammlung wurde Eduard Prosch übertragen, der zur Unterbringung zwei Häuser in der Alexandrinenstraße in der Paulsstadt von Hausmarschall Jaspar Friedrich von Bülow anmietete und herrichtete.
1851 wurde er offiziell zum Intendanten der großherzoglichen Sammlungen in Schwerin, Ludwigslust und Neustadt bestellt. Er hatte einen kleinen Ankaufsetat und war der erste Leiter der Sammlungen, der gezielt auch Werke mecklenburgischer Künstler ankaufte. Neben der Gemäldegalerie baute er eine Sammlung von Gipsabgüssen antiker Statuen auf. Mehrfach ging er auf Erwerbungsreisen nach Italien. Eine von ihm auf diesen Reisen angefertigte Sammlung von Aquarellen war 2003 im Kunsthandel. Sein Nachfolger wurde Friedrich Schlie. Seit der Gründung 1835 war er Mitglied des Vereins für mecklenburgische Geschichte und Altertumskunde. 1851 war er Mitgründer und bis 1855 Mitglied des Wissenschaftlichen Vereins zu Schwerin. Nach den Kösener Korpslisten war er Mitglied der Mecklenburger-Corps Vandalia Rostock II (1822) und Vandalia Göttingen (1823) sowie Stifter der Vandalia Rostock III (1824).
Sein gleichnamiger Sohn Eduard Prosch d. J. (* 8. Juli 1834 in Ludwigslust; † 26. August 1913 in Greifswald) wurde Gutsbesitzer, Musiker und Komponist.

## Porträts
- Theodor Schloepke: Porträt Eduard Prosch, 1877, Öl auf Leinwand, Staatliches Museum Schwerin

Ein weiteres Porträt aus der Hand von Schloepke, das 2003 im Kunsthandel war, soll ihn in jungen Jahren darstellen (eher seinen Sohn Eduard Prosch jun. wegen der Datierung 1868?).

## Auszeichnungen
- Hausorden der Wendischen Krone, Komtur[8]
- Medaille für Kunst und Wissenschaft (Mecklenburg-Schwerin) in Gold 1850

- Roter Adlerorden 3. Klasse 1851
- Albrechts-Orden, Ritter
- Herzoglich Sachsen-Ernestinischer Hausorden, Ritter

## Werke
- Die Rechte der Nachbarn nach Grundsätzen des deutschen Privatrechts. Schwerin 1826 (Diss.) (Digitalisat)
- Sphinx. Räthsel-Gedichte. 1856
- Mitherausgeber: Das Großherzogliche Schloß in Schwerin. Bauperioden 1844-1851, 1851-1857. 1859
- Sphinx. Räthsel-Gedichte. Neue Folge, 1861
- mit Friedrich August Stüler und Hermann Willebrand: Das Schloß zu Schwerin. 3 Bände 1866–1869
- Die plastischen Werke der großherzoglichen Kunstsammlung: nach dem Inhalt und ihrer Künstlerischen Bedeutung erläutert. 2 Bände, 1872

Band 1: Bildwerke der griechischen und römischen classischen Kunst. Digitalisat